# Iseo
Iseo (Izé in dialetto bresciano) è un comune italiano di 8 980 abitanti della provincia di Brescia in Lombardia.
Importante centro turistico sulla sponda sud-orientale del lago d'Iseo, si trova una ventina di chilometri a nord-ovest del capoluogo provinciale Brescia. Il suo territorio presenta le caratteristiche di un ambiente a cavallo fra il lago e la collina, fra l'acqua e la terra, particolarmente evidenti nell'habitat della Riserva naturale Torbiere del Sebino. Rientra inoltre nella rinomata zona vitivinicola della Franciacorta.

## Geografia fisica

### Territorio
Iseo è formato da zona montana, collinare, lacustre. Le frazioni sono: Clusane, Pilzone e Cremignane. Località sono: Zuccone, Covelo, Bosine, Ciochet.
Al Passo dei Tre Termini passa il confine con Polaveno cioè tra il Sebino-Franciacorta e la Valtrompia.
Attraversato dal torrente Cutelo il quale sfocia nel lago in zona ospedale. Buona parte del paese di Iseo è edificata sul conoide erosivo di tale corso d'acqua.

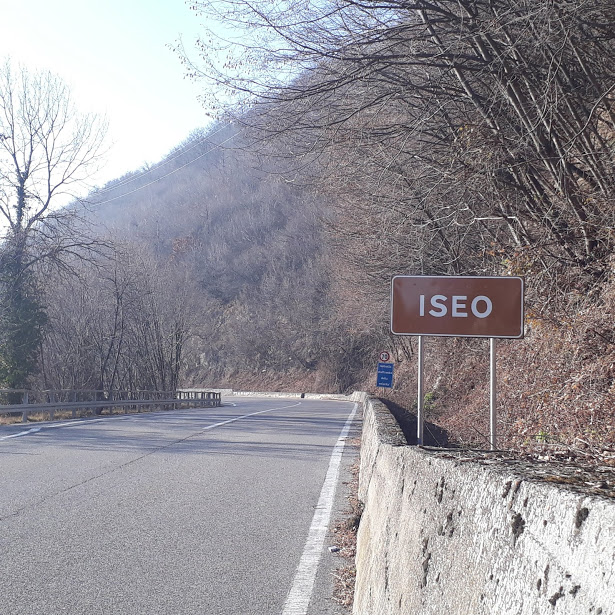
Inizio territorio comunale al Passo dei Tre Termini
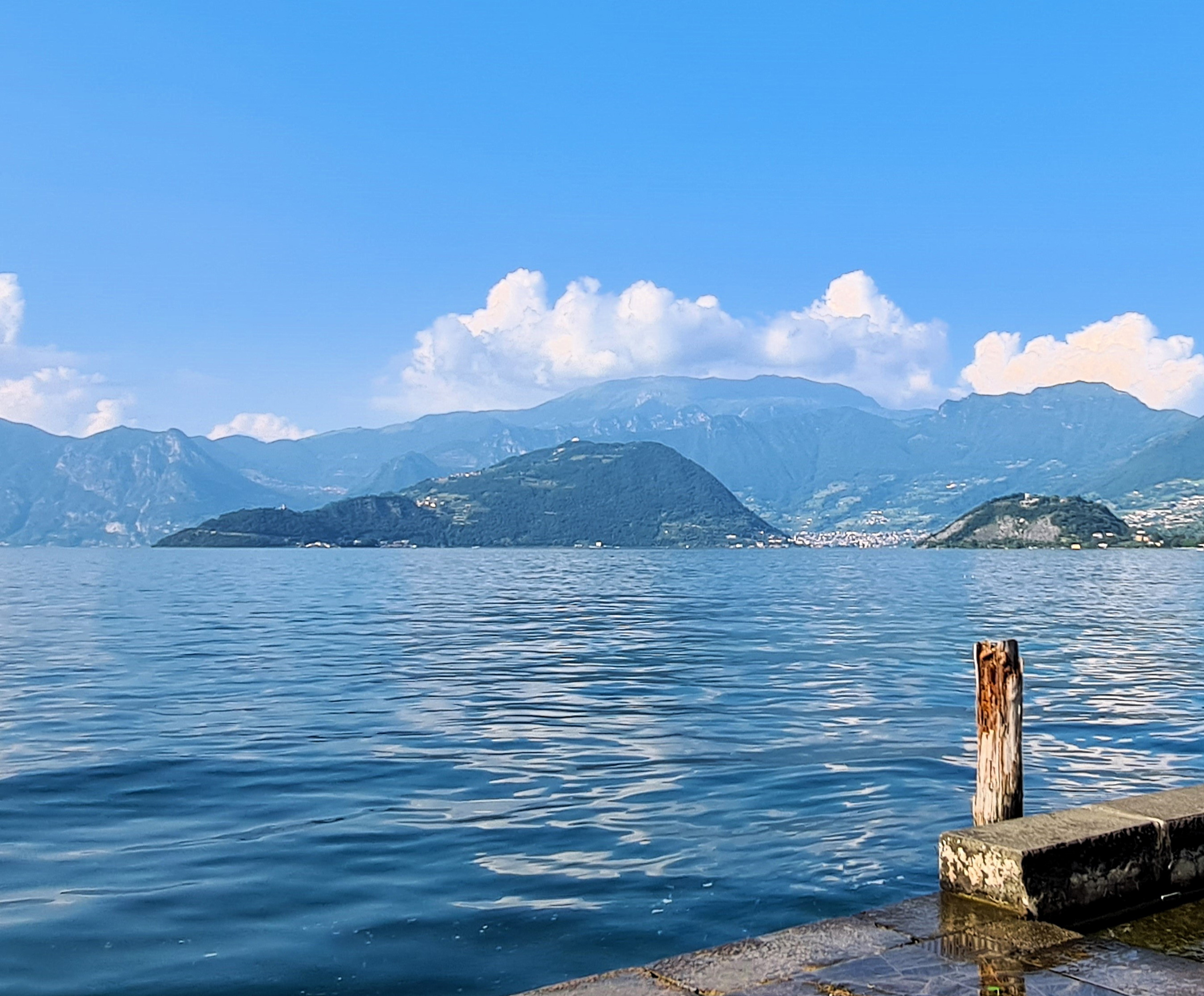
Monte Isola vista da Iseo

### Clima
Il clima a Iseo è caldo e temperato, con piovosità significativa durante tutto l'anno.
La temperatura media annuale è di 10,6 °C, essendo luglio il mese con temperature più alte (24,6 °C) e gennaio il mese con temperature più basse (-2,9 °C).
La piovosità media annuale è di 1370 mm. In particolare le piogge sono più scarse nel mese di gennaio (59 mm) e più abbondanti nel mese di giugno (145 mm).
| [ 7 ]               | Mesi | Mesi | Mesi | Mesi | Mesi | Mesi | Mesi | Mesi | Mesi | Mesi | Mesi | Mesi | Stagioni | Stagioni | Stagioni | Stagioni | Anno  |
| [ 7 ]               | Gen  | Feb  | Mar  | Apr  | Mag  | Giu  | Lug  | Ago  | Set  | Ott  | Nov  | Dic  | Inv      | Pri      | Est      | Aut      | Anno  |
| ------------------- | ---- | ---- | ---- | ---- | ---- | ---- | ---- | ---- | ---- | ---- | ---- | ---- | -------- | -------- | -------- | -------- | ----- |
| T. max. media (°C)  | 5,2  | 6,4  | 10,7 | 14,5 | 18,5 | 22,8 | 24,6 | 24,3 | 19,8 | 15,2 | 9,9  | 6,1  | 5,9      | 14,6     | 23,9     | 15,0     | 14,8  |
| T. min. media (°C)  | −2,9 | −2,5 | 0,3  | 3,8  | 8,2  | 12,8 | 15,2 | 15,3 | 11,7 | 7,9  | 2,9  | −1,5 | −2,3     | 4,1      | 14,4     | 7,5      | 5,9   |
| Precipitazioni (mm) | 59   | 65   | 83   | 125  | 142  | 145  | 133  | 128  | 135  | 138  | 141  | 76   | 200      | 350      | 406      | 414      | 1 370 |

## Storia
Iseo, in epoca romana, era attraversato da un'importante strada romana consolare che metteva in comunicazione Brescia (lat. Brixia) con la Val Camonica (lat. Vallis Camunnorum) costeggiando il lago d'Iseo (lat. Sebinus lacus: da cui il nome della strada) e terminando a Rognum (Rogno).
Nel IX secolo, all'epoca delle prime cronache che citano Iseo, il centro dipendeva dal monastero bresciano di San Salvatore. Nel 1161 le famiglie più importanti erano i Sozzi e gli Isei, questi ultimi guelfi e antenati dei ghibellini Oldofredi. Federico Barbarossa conquistò e incendiò il castello di Iseo alla fine del XII secolo.
Nel XIII secolo passò sotto la signoria di una potente famiglia del luogo, gli Oldofredi, finché nel 1385 divenne parte del territorio bresciano. Nel 1426 il Conte di Carmagnola conquistava il territorio di Iseo al servizio della Repubblica Veneta, e ne affidava il controllo al Comune di Iseo, divenendo capoluogo della Quadra di Iseo.
Delle origini medievali Iseo conserva ancora tracce di alcuni edifici del centro storico, mentre il lungolago è stato risistemato nell'Ottocento. Rilevante il monumento a Gabriele Rosa con le figure allegoriche della Scienza, Fede Repubblicana e della Fermezza al Lavoro del celebre scultore Ettore Ferrari sul lungolago.
L'abitato d'Iseo sviluppò una crescita economica, è inoltre attestata la presenza fin dal 1460 di un banco tenuto da ebrei. L'importanza di questo sviluppo commerciale trova riscontro anche nello studio, da parte di Leonardo da Vinci, di un canale navigabile Bergamo-Brescia via Iseo.
Nel 1784 gli artigiani e i commercianti lanieri si costituirono in "università", a testimonianza dell'importanza assunta da questo settore nell'economia del paese, sulla quale poggiava la borghesia, la quale salutò favorevolmente l'arrivo della Repubblica Cisalpina.
Altro importante settore fu quello della seta. Con gli Asburgo arrivò l'illuminazione pubblica (1819, poi trasformata a gas nel 1873, ed elettrificata nel 1898), fu costruito il nuovo cimitero (1822), fu aperto l'ospedale (1841). Nel 1834 furono aperte regolari linee di navigazione sul lago. Nel 1870-80 furono avviate tre filande a vapore e nel 1875 fu allargato il porto, dal quale passava l'80% dei cereali diretti in Valcamonica. Dieci anni più tardi fu inaugurata la linea ferroviaria Brescia-Iseo: il suo prolungamento fino a Edolo (1907) farà perdere a Iseo il ruolo di nodo dei traffici verso la Val Camonica.
Al centro della piazza principale, Piazza Garibaldi, si trova la prima statua non equestre dedicata a Giuseppe Garibaldi del mondo: fu inaugurata nel 1883 da Gabriele Rosa e fu scolpita da Pietro Bordini.
Nel 1927 vennero aggregati a Iseo i comuni di Clusane sul Lago e Pilzone. Durante la seconda guerra mondiale, venne aperto il Ghetto di Iseo nel quale vengono isolati i cittadini ebrei. Dal 1943 al 1945, Iseo fu la sede dell'Aeronautica Nazionale Repubblicana, dipartimento delle forze armate della Repubblica Sociale Italiana.

### Simboli

Il gonfalone comunale

Lo stemma è stato riconosciuto con D.P.C.M. del 10 ottobre 1956.
Il Comune usa anche una forma aulica dello stemma civico inscritto in uno scudo a cartoccio, timbrato da un elmo ornato da tre piume di struzzo dei colori nazionali verde, bianco e rosso.
Il gonfalone, concesso con D.P.R. dell'8 novembre 1957, è un drappo troncato d'argento e di rosso.

## Monumenti e luoghi d'interesse

### Architetture civili
- L’ospedale Civile di Iseo facente parte dell'ASST Franciacorta occupa in parte quello che un tempo fu un convento francescano. Questo, secondo la tradizione, è stato fondato da San Francesco d’Assisi in persona, al suo rientro dall’Egitto. A quell’epoca il luogo (“extra-limina”) era malsano, acquitrinoso e paludoso, ma era presente una piccola casetta che venne donata al santo umbro, insieme al terreno circostante. Egli l’avrebbe trasformata poi in una chiesa, sulla quale a poco a poco si sarebbe impiantato il monastero dedicato a S. Maria degli Angeli o della Madonna Nuova nel quale avrebbe sostato anche Sant’Antonio da Padova.[14]. L'ospedale è stato successivamente ampliato con strutture di più moderna costruzione.
- Palazzo dell'Arsenale
- Municipio

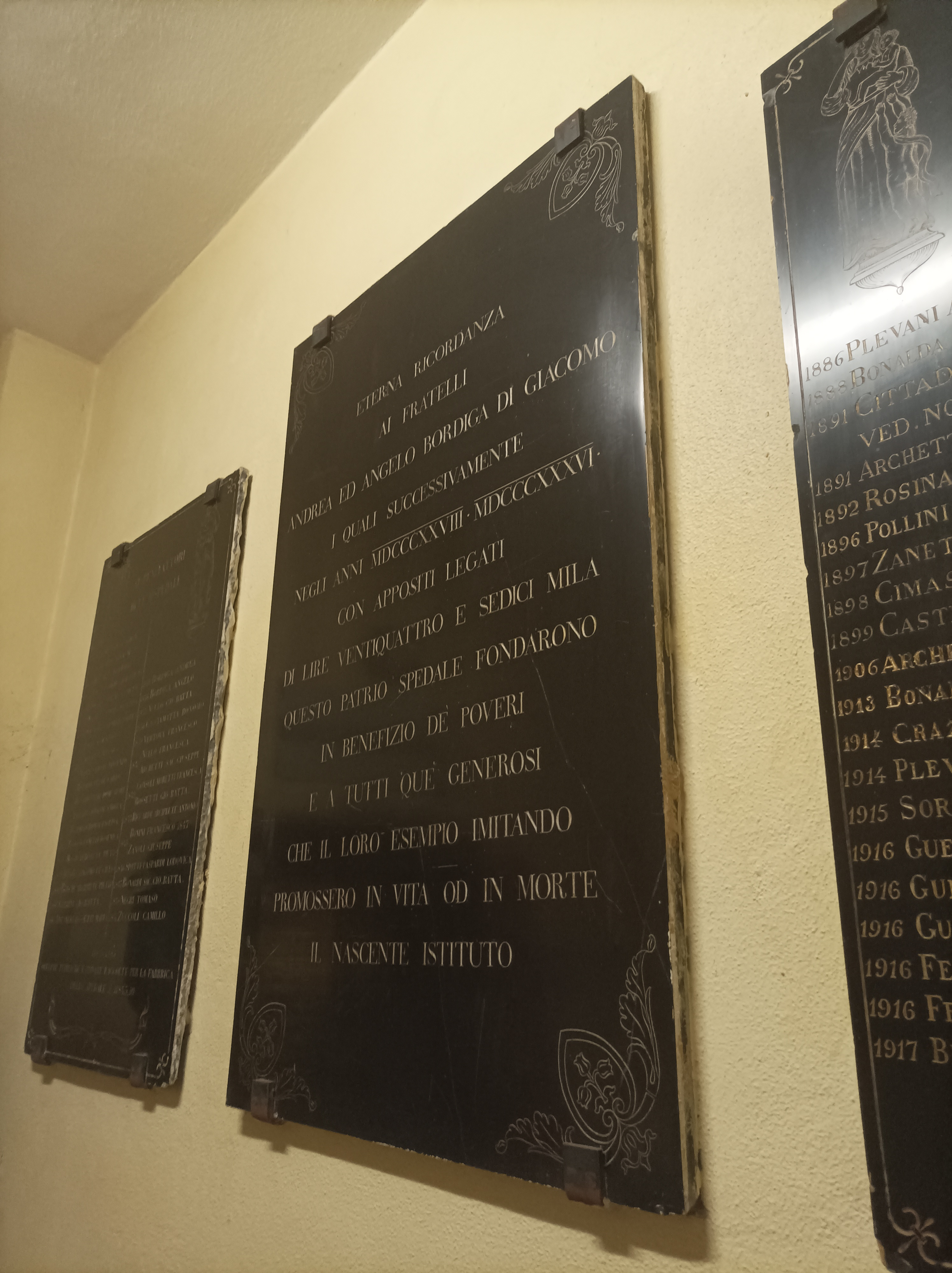
Lapide commemorativa dei fondatori i fratelli Bordiga de Giacomo
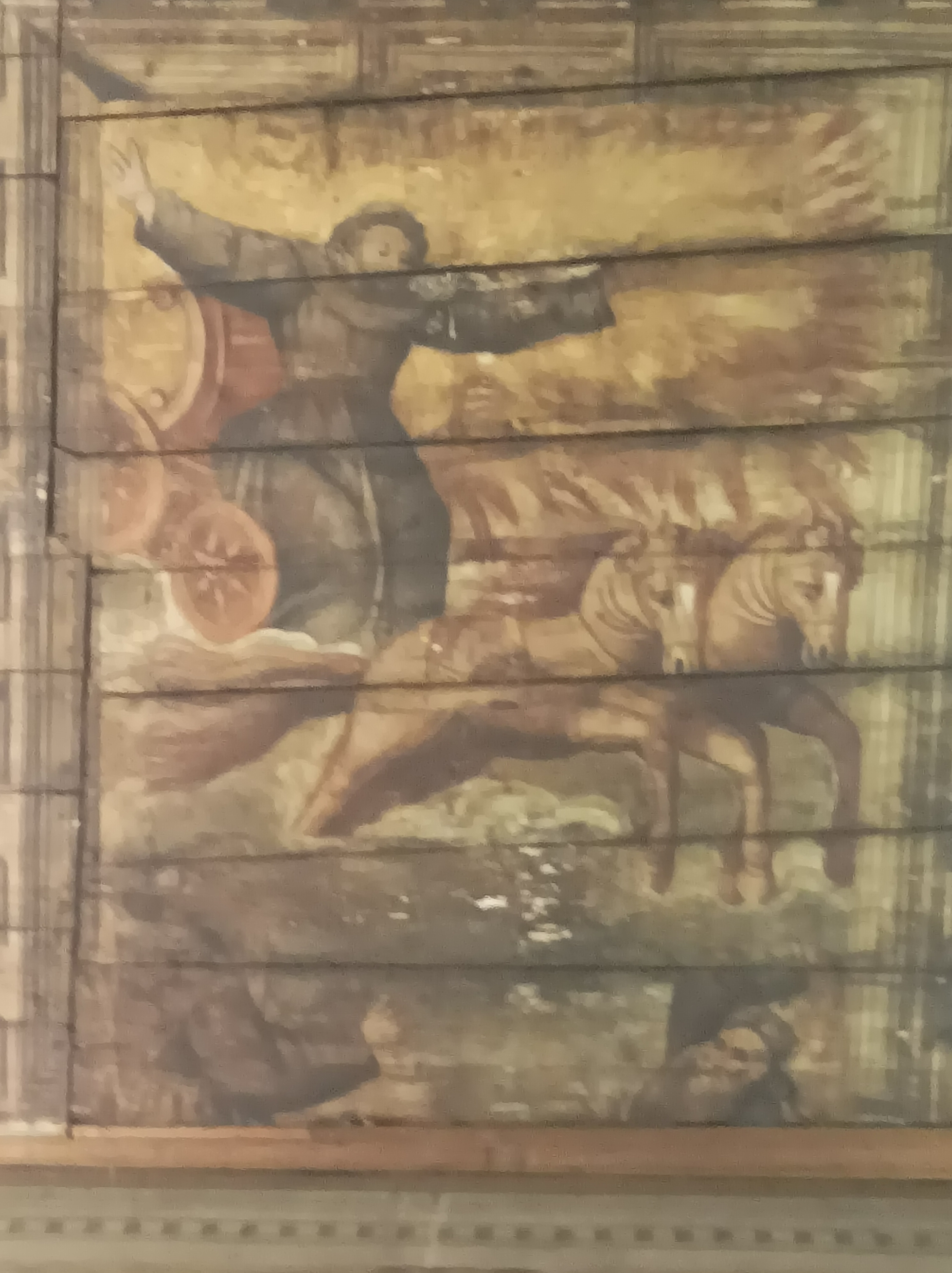
Apparizione di san Francesco su un carro di fuoco Assito dipinto, chiesa ospedale d'Iseo
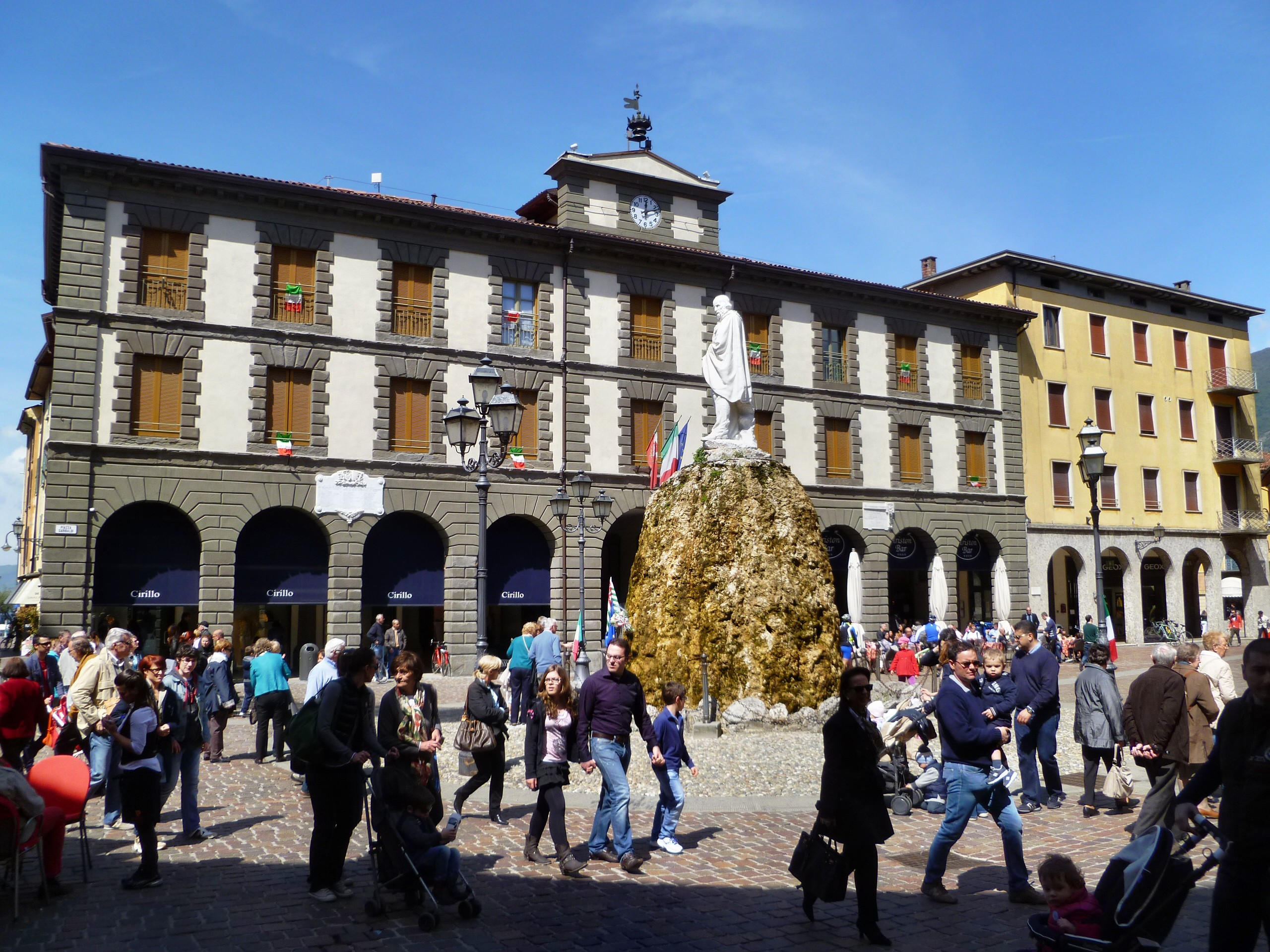
La statua di Giuseppe Garibaldi
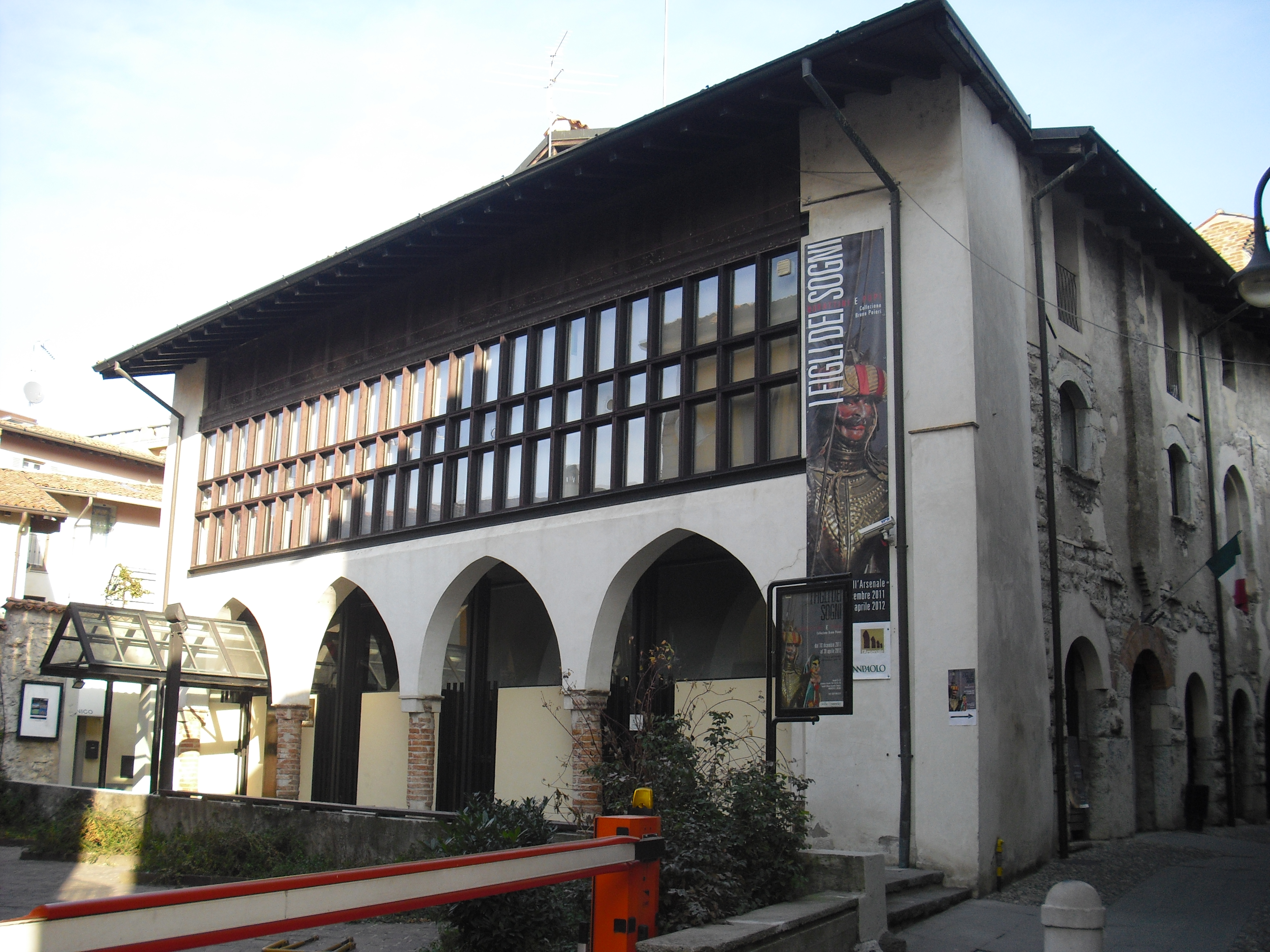
Palazzo dell'Arsenale
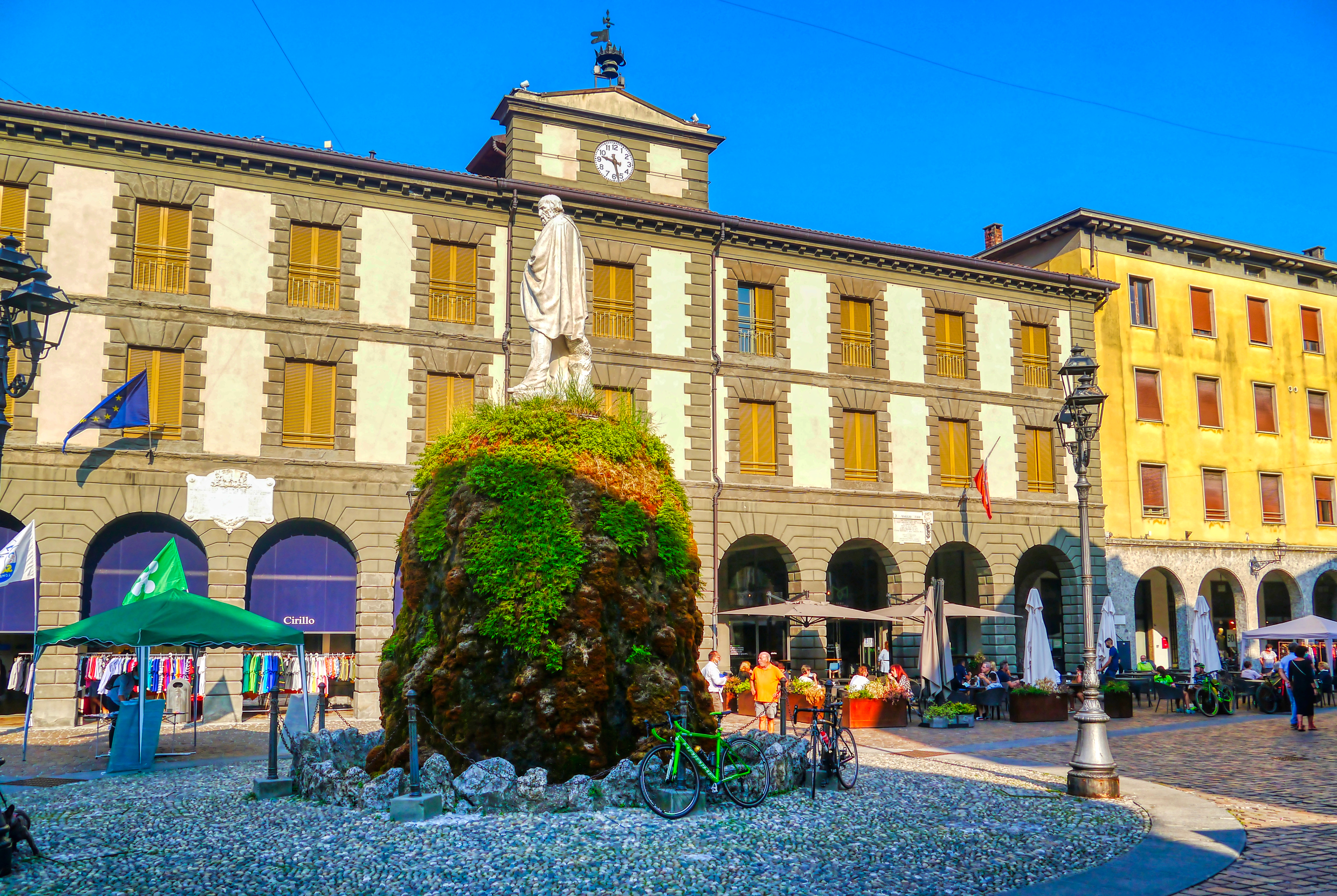
Municipio

### Architetture religiose
- Pieve di Sant'Andrea
- Chiesa di San Silvestro contenente una danza macabra[15]
- Chiesa della Madonna della Neve, situata tra l'oratorio di San Giovanni Bosco e il castello Oldofredi
- Chiesa della Madonna del Mercato, situata all'inizio di via Mirolte, poco oltre piazza Garibaldi
- Chiesa di San Giovanni Battista
- Chiesa dei Santi Gervasio e Protasio a Clusane
- Chiesa di Cristo Re a Clusane

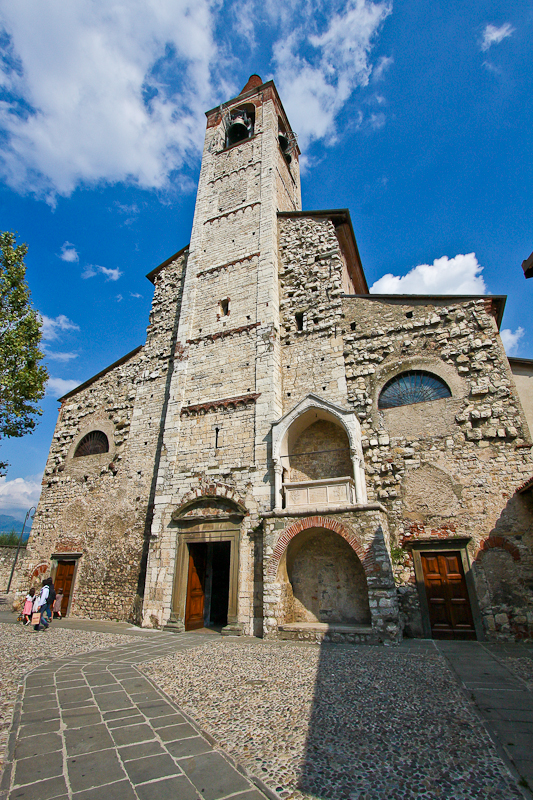
Pieve di Sant'Andrea
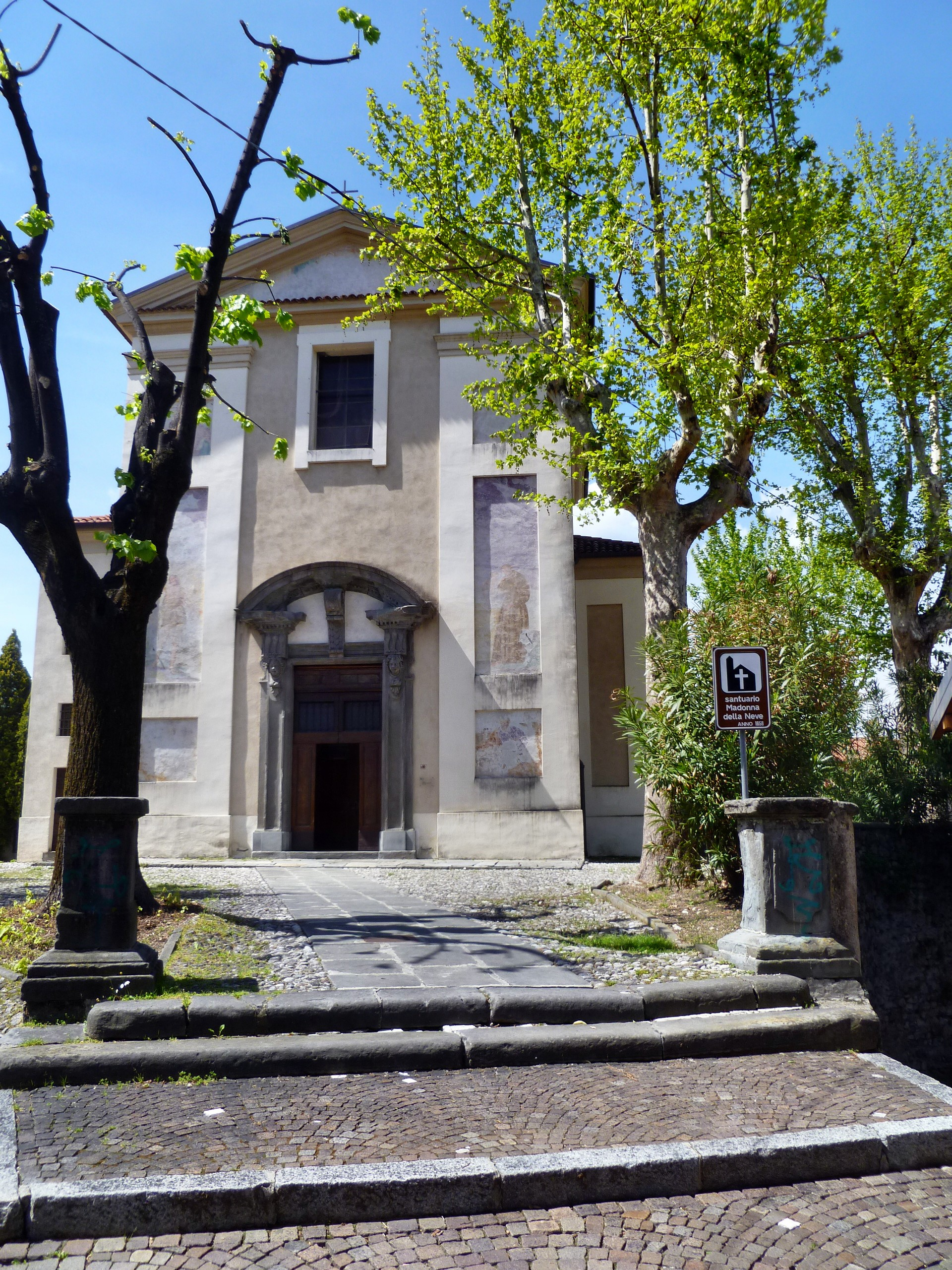
Santuario della Madonna della Neve
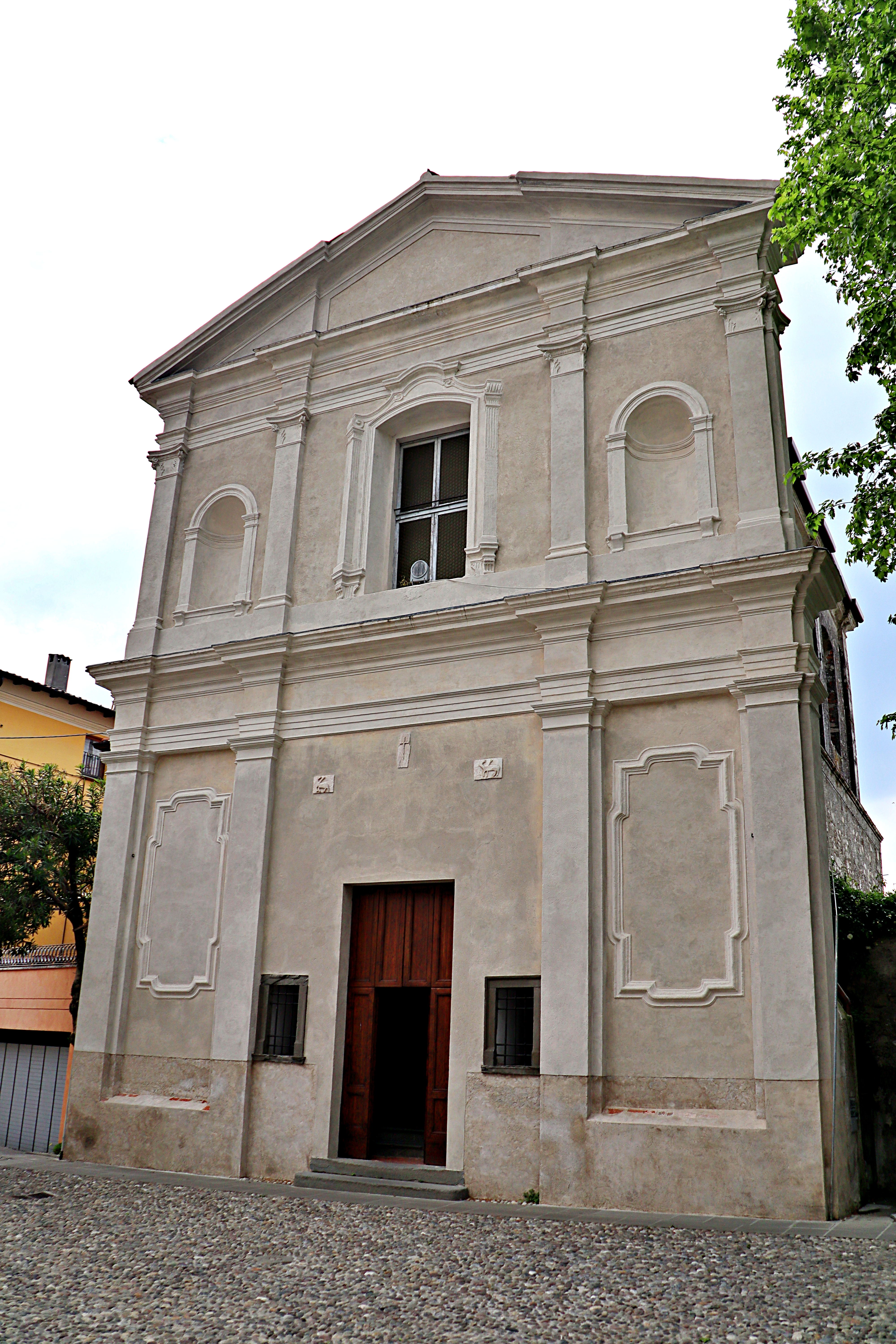
Chiesa di San Giovanni Battista
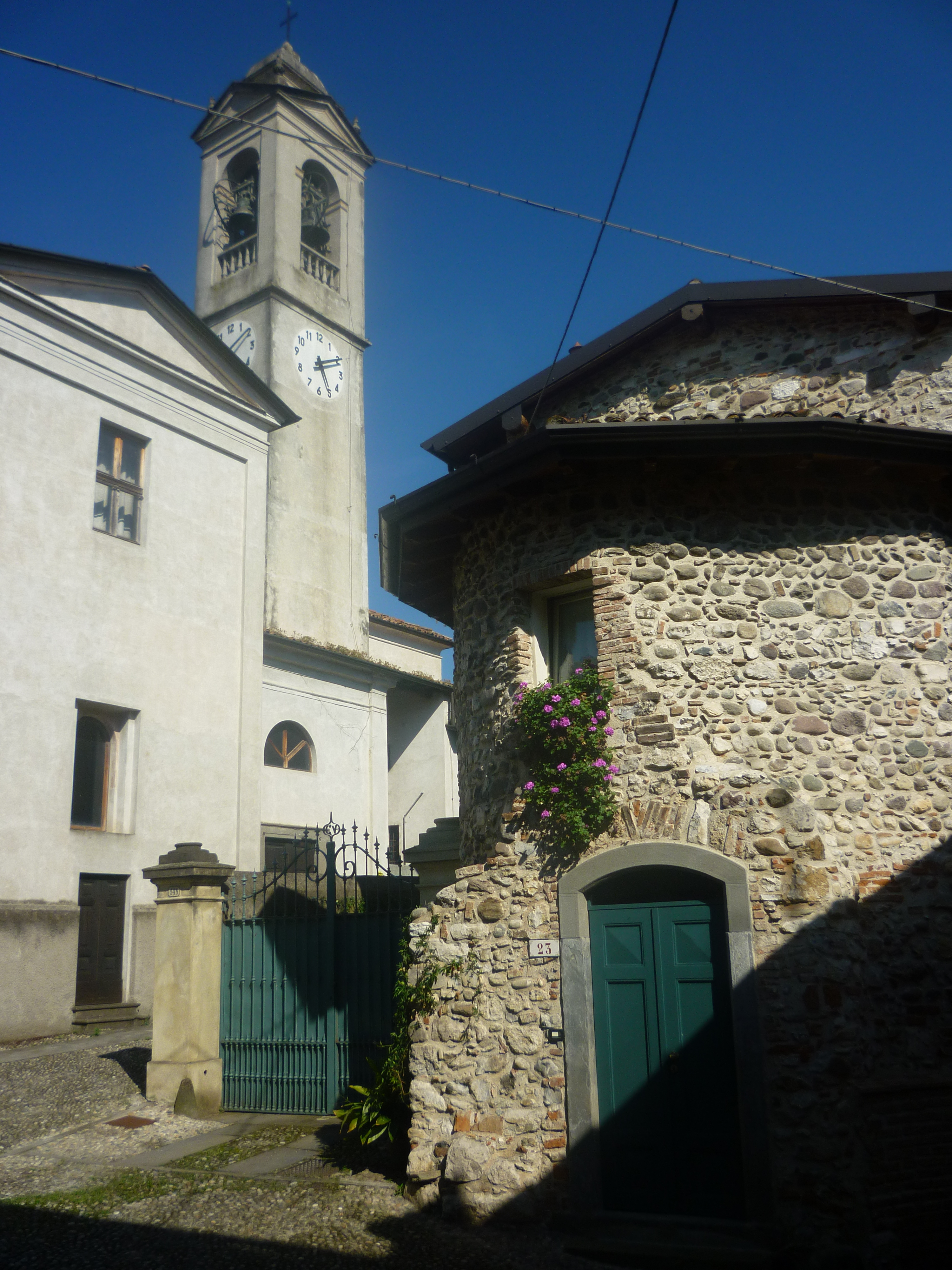
Chiesa dei Santi Gervasio e Protasio a Clusane
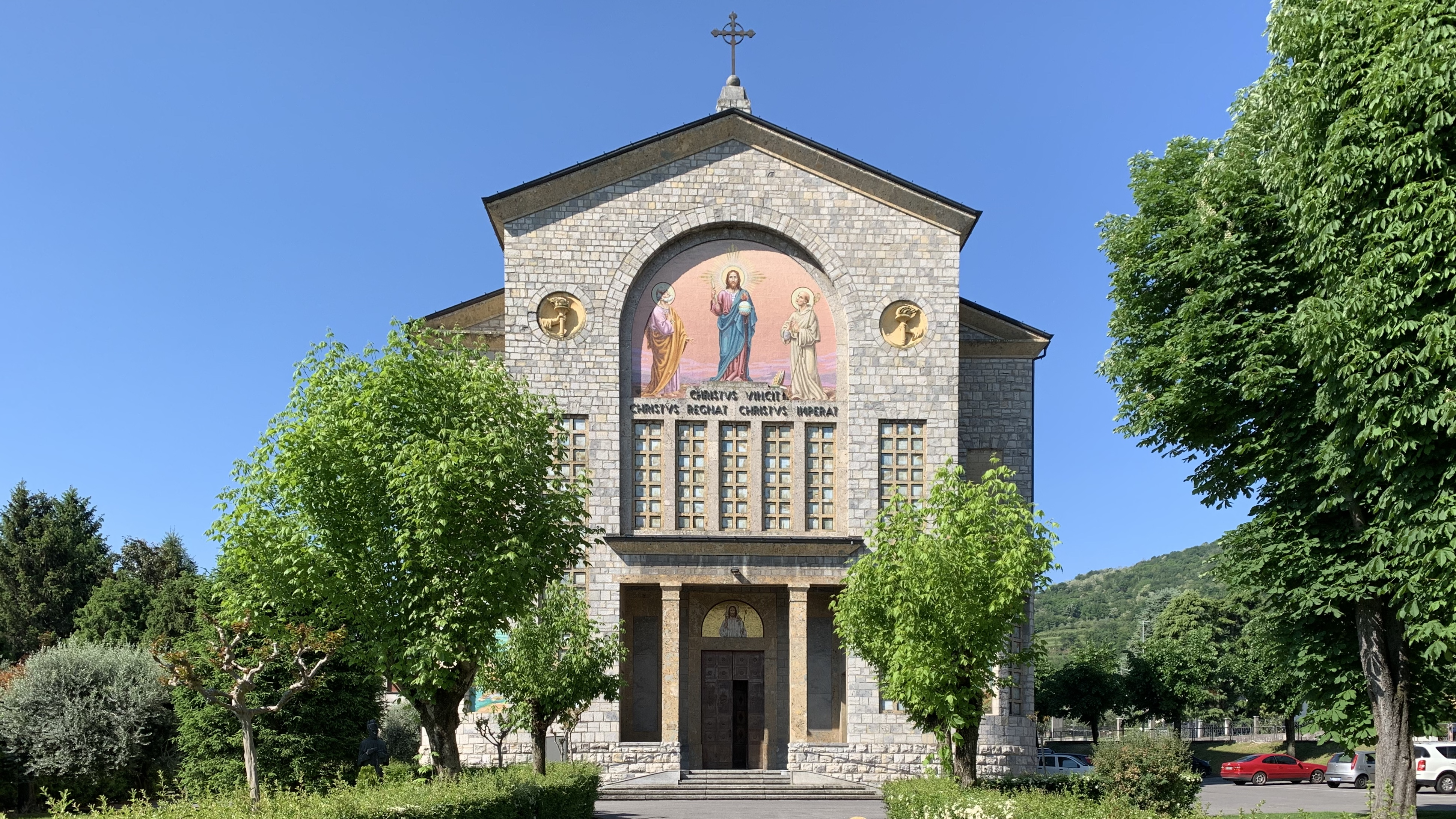
Chiesa di Cristo Re a Clusane

### Architetture militari

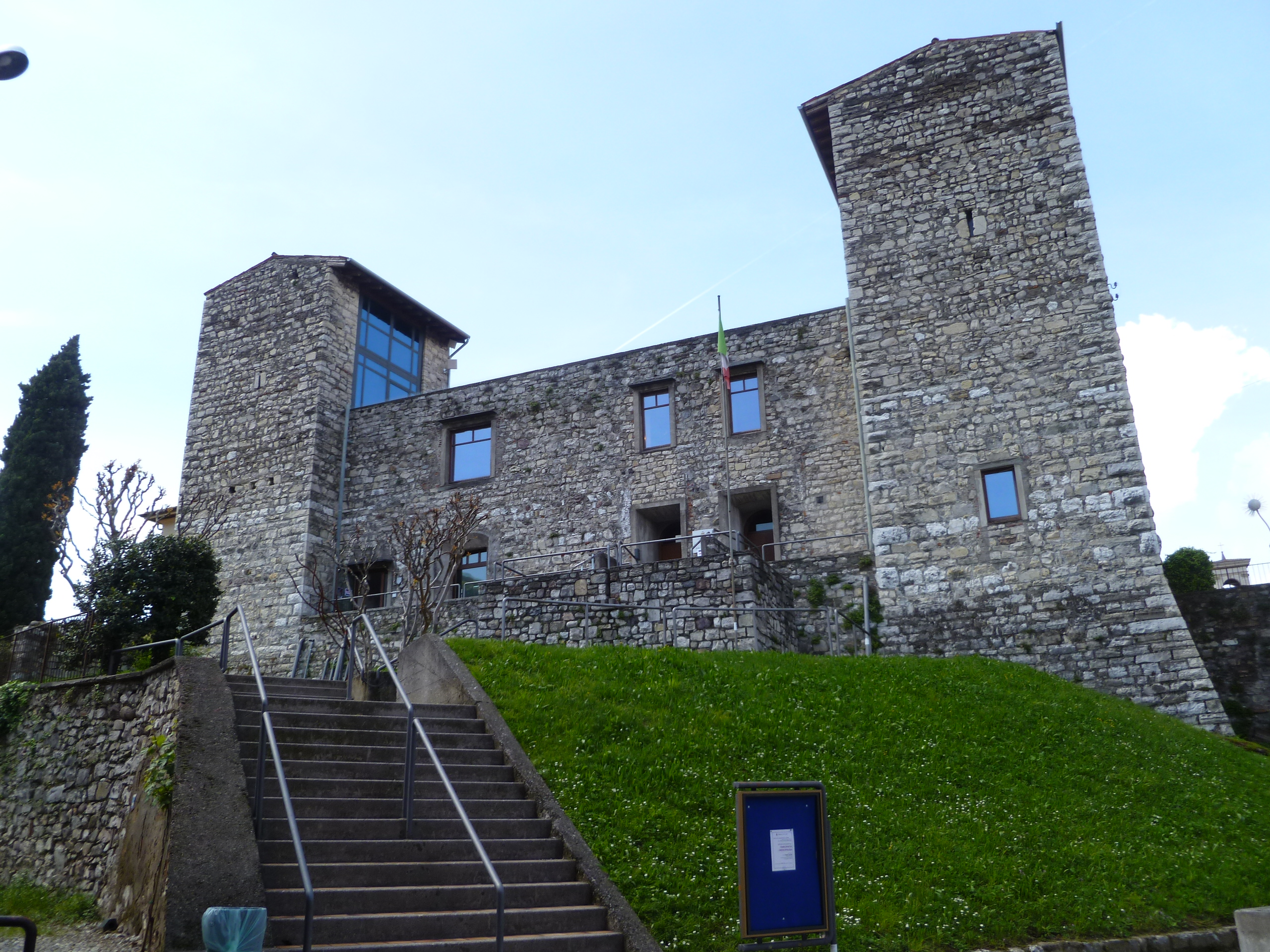
Castello Oldofredi
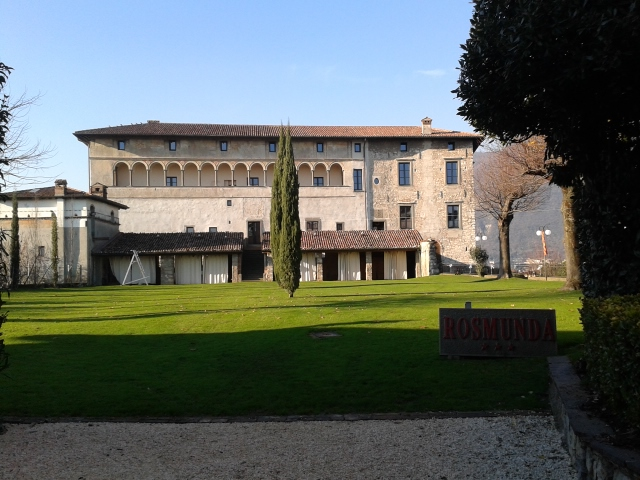
Castello Carmagnola a Clusane

- Castello Oldofredi
- Castello Carmagnola a Clusane

### Aree naturali

#### Torbiere del Sebino

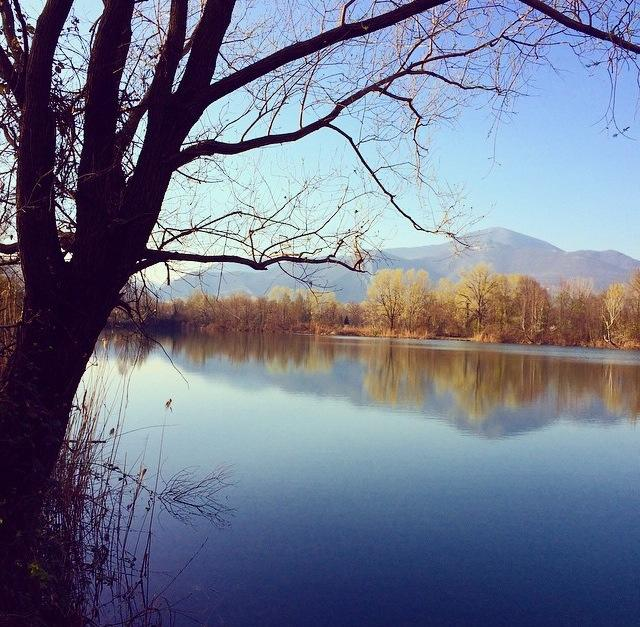
Le torbiere del Sebino

La riserva naturale Torbiere del Sebino è una delle riserve naturali regionali istituite dall'amministrazione lombarda.
È un'area naturale di 360 ettari, che ha avuto origine dall'attività di estrazione della torba ed è ubicata a sud della sponda meridionale del lago d'Iseo a 185 m s.l.m.
La Riserva Naturale delle Torbiere del Sebino, dichiarata "zona umida di importanza internazionale" secondo la Convenzione di Ramsar e Sito di Interesse Comunitario (SIC) della Rete Natura 2000, è considerata un'area prioritaria per la biodiversità nella Pianura Padana lombarda. Ciò si deve alla varietà di habitat e di specie, acquatico-palustri, pregiate o d'interesse comunitario presenti nel territorio, rare o a rischio di estinzione in Lombardia e in Italia.

## Società

### Evoluzione demografica
Abitanti censiti

## Cultura

### Istruzione

#### Biblioteca
La biblioteca comunale è la "Fulgenzio Rinaldi" con sede nel Castello Oldofredi.

#### Scuole
A Iseo si trova una scuola dell'infanzia, una primaria, una secondaria di primo grado e una di secondo grado. La più grande e importante tra queste è l'I.I.S. Giacomo Antonietti. Nell'istituto superiore, nato il 1º settembre 2000 dall'accorpamento del Liceo Scientifico, dell'Istituto Tecnico Commerciale e dell'IPIA già presenti nel paese, sono presenti sezioni di liceo scientifico, liceo scientifico delle scienze applicate, AFM, CAT e corsi professionali nazionali e regionali.

### Media
Periodici:
- Il Giornale di Iseo e del Sebino

### Musica
Nel 1964 fu creato il Coro Isca, una realtà corale di voci maschili tuttora affermata che, grazie all'originalità interpretativa della storica maestra Elena Allegretti Camerini, si è fatto apprezzare in Italia e in Europa con più di 1 000 concerti. Il coro si esprime soprattutto nel repertorio alpino e di montagna, ma esegue anche composizioni sacre e profane e musiche popolari internazionali. Attualmente è diretto dal maestro Ferdinando Mottinelli.

### Arte
Nel 1947, per promuovere un rilancio della località sotto il profilo artistico - culturale dopo il conflitto, fu istituito il Premio Iseo di pittura.

## Economia
Le attività economiche presenti nel comune riguardano tutte le tre aree tradizionali dell'agricoltura (legata in particolare al settore vitivinicolo), dell'industria (manifatturiera in genere, edilizia nello specifico) e soprattutto dei servizi (con turismo, commercio e attività immobiliare in evidenza).

## Infrastrutture e trasporti

### Strade
Il territorio comunale di Iseo è attraversato dalla strada provinciale BS 510 Sebina Orientale che collega il capoluogo di provincia alla Valle Camonica. Da essa si dirama la strada provinciale XI Iseo-Rovato, mentre la strada provinciale 12 collega il comune alla frazione di Clusane e a Paratico.

### Ferrovie e tranvie

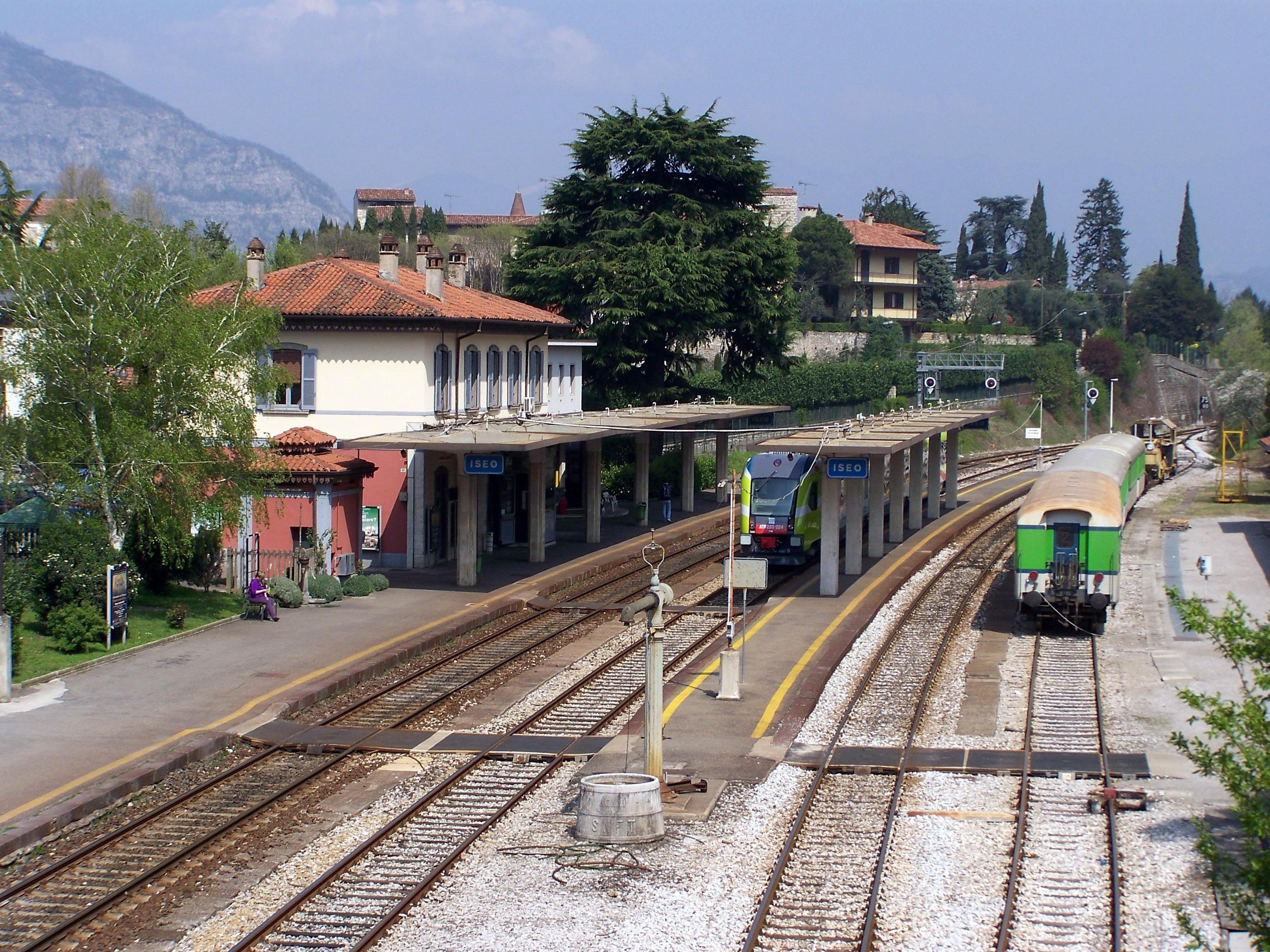
I binari della stazione di Iseo

Il territorio comunale è servito dalla ferrovia Brescia-Iseo-Edolo di proprietà regionale, gestita da Ferrovienord, mentre il servizio sulla stessa è espletato da Trenord.
Sono presenti due stazioni: quella di Iseo, posta in via XX settembre, la quale è classificata come "principale" dal gestore ed è punto di interscambio con l'imbarcadero per la navigazione sul lago, e la fermata di Pilzone nell'omonima frazione, in via Giovanni XXIII, 4. Raccordato alla stazione, è presente anche il deposito del materiale rotabile utilizzato da Trenord. 
Tra il 1885 e il 1907, il capolinea della ferrovia Brescia-Iseo era un'altra stazione, situata all'incrocio fra via XX settembre e via Repubblica.
Tra il 1897 e il 1915, Iseo fu collegata a Chiari e a Rovato da una tranvia extraurbana, con trazione a vapore e percorrente la strada provinciale XI.

### Mobilità urbana

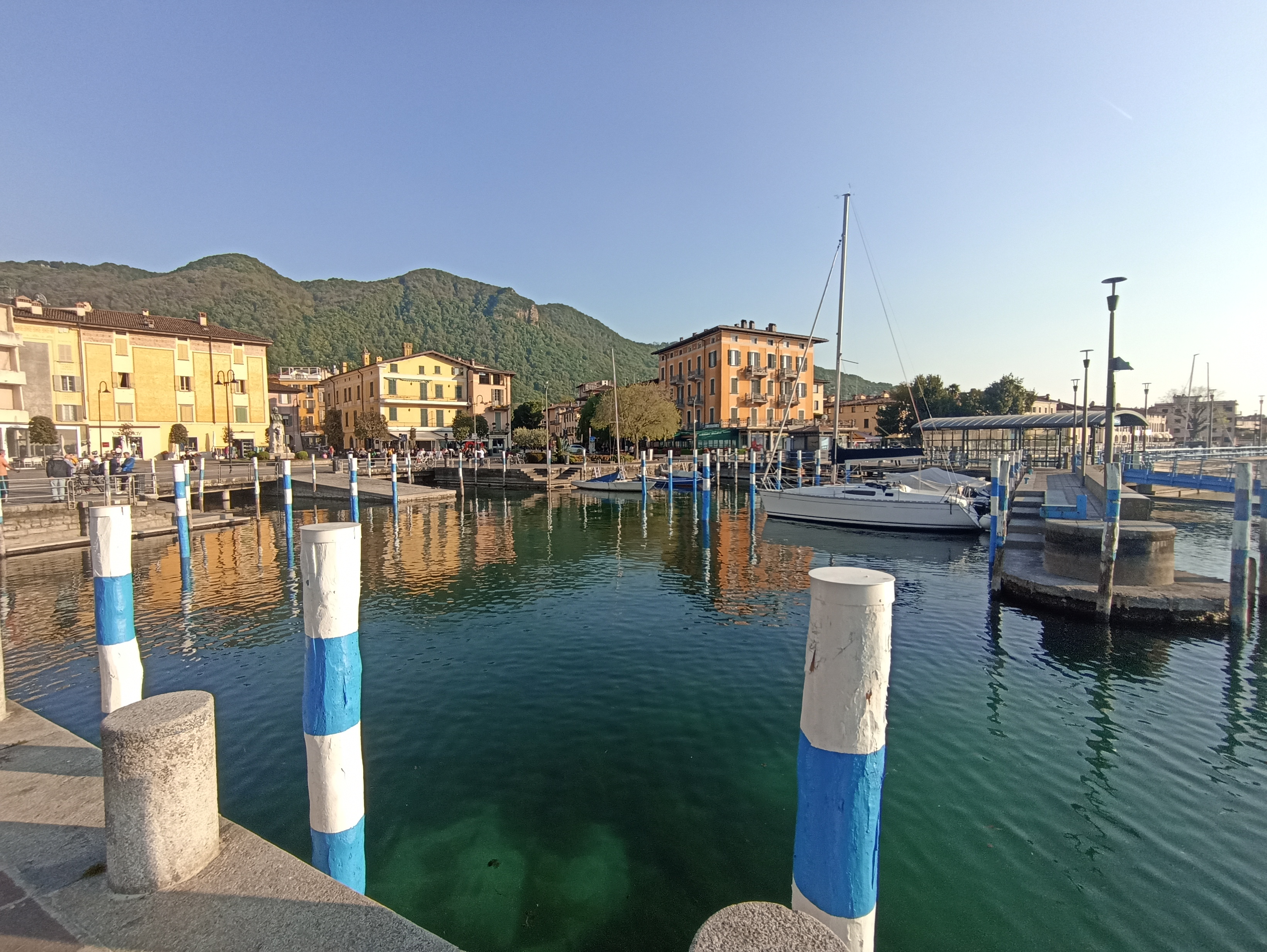
Il porto turistico di Iseo

Il comune è servito da alcune autolinee interurbane esercite dai consorzi Trasporti Brescia Sud e Brescia Nord e dalla Ferrovie Nord Milano Autoservizi (FNMA).
Iseo è collegata a Monte Isola e ad altre località del Sebino da alcune linee della società Navigazione Lago d'Iseo.

## Amministrazione
| Periodo | Periodo   | Primo cittadino       | Partito                                                                  | Carica  | Note   |
| ------- | --------- | --------------------- | ------------------------------------------------------------------------ | ------- | ------ |
| 1963    | 1965      | Luigi Geroldi         | Democrazia Cristiana                                                     | Sindaco |        |
| 1965    | 1972      | Angelo Franceschetti  | Democrazia Cristiana                                                     | Sindaco |        |
| 1972    | 1982      | Achille Sgarbi        | Democrazia Cristiana                                                     | Sindaco |        |
| 1982    | 1990      | Ferruccio Mori        | Democrazia Cristiana                                                     | Sindaco |        |
| 1990    | 1995      | Sanzio Passeri        | DC, PSI, PRI                                                             | Sindaco |        |
| 1995    | 1999      | Sanzio Passeri        | Lista Insieme per Iseo                                                   | Sindaco |        |
| 1999    | 2004      | Marco Ghitti          | Lista Iseo Aperta (FI, AN, CCD-CDU, Iseo Futuro, Clusane Incontro)       | Sindaco | [ 23 ] |
| 2004    | 2009      | Marco Ghitti          | Lista Iseo Lista Ghitti (FI, AN, UDC, Clusane Unito)                     | Sindaco | [ 24 ] |
| 2009    | 2014      | Riccardo Venchiarutti | Lista Progetto Iseo (PD, UDC)                                            | Sindaco | [ 25 ] |
| 2014    | 2019      | Riccardo Venchiarutti | Lista Progetto Iseo (PD)                                                 | Sindaco | [ 26 ] |
| 2019    | 2024      | Marco Ghitti          | Lista Iseo Sicura (Lega, Forza Italia, Fratelli d'Italia, Clusane Unito) | Sindaco |        |
| 2024    | in carica | Riccardo Venchiarutti | Lista Iseo Insieme (PD)                                                  | Sindaco |        |

### Gemellaggi
- Tamsweg[senza fonte]
- Manzanares el Real[senza fonte]

## Sport
- Tappa della regata delle bisse: Iseo si alterna a Clusane nell'organizzazione di una tappa della regata tradizionali imbarcazioni da voga alla veneta. L'imbarcazione vincitrice del campionato ottiene come trofeo bandiera del lago.
- Traversata a nuoto del lago d'Iseo: manifestazione non competitiva con partenza dalla sponda bergamasca, Predore e arrivo al molo d'Iseo.
- Gimondi Bike: gara di mountain bike per professionisti e amatori, valida anche per il circuito della Coppa del Mondo.
- MuoviYseo: organizzata dall'assessorato allo Sport in collaborazione con le associazioni sportive del paese, si prefigge lo scopo di promuovere l'attività motoria a tutte le categorie di persone.
- La Maratona dell'Acqua: maratona podistica internazionale con partenza ad anni alterni da Lovere o da Iseo. Prima edizione svolta l'11 settembre 2011. Particolare la formula a staffetta, è infatti la prima maratona italiana che si corre anche in team, mezza maratona a testa con somma del totale impiegato. La successiva edizione è stata in programma il 22 settembre 2013 con partenza da Lovere e arrivo a Iseo.

Il 25 maggio 1973 la 6ª tappa del Giro d'Italia si è conclusa a Iseo con la vittoria dell'italiano Gianni Motta, maglia rosa al belga Eddy Merckx. Il 26 maggio dello stesso anno è iniziata sempre da Iseo la 7ª tappa con destinazione Lido delle Nazioni.
La città ha ospitato l'arrivo della tappa 17 del Giro d'Italia 2018, vinta in volata da Elia Viviani. La maglia rosa era sulle spalle del corridore britannico Simon Yates.